# Fugato Orchestra
A Fugato Orchestra 2000-ben alakult magyar kamarazenekar. Az együttes ötvözi a komoly- és a könnyűzene elemeit. Több műfajt is kevernek zenéjükben, kezdve a világzenétől a dzsesszen át egészen a pop- és rock zenéig. Nagyrészt instrumentális zenét játszanak.

## Története
A Fugato Orchestra először kísérleti jelleggel alakult a Városmajori Gimnáziumban 2000 februárjában. A Városmajori Zeneszerzők Estje című koncertre szerveződött össze a csapat Alpár Balázs vezetésével. A tagok kezdetben mind a Gimnázium tagjai voltak. Az újonnan megnyíló lehetőségek és a növekvő elvárások miatt azonban komolyabb zenészekre volt szükség, így a tagok egy része Zeneakadémista, konzervatóriumi zenészekre, illetve dzsessz-muzsikusokra cserélődött le. 
Az volt a cél, hogy egy sok műfajjal és sok hangszerrel kísérletező zenekar jöjjön létre. Első koncertjüket 2001 márciusában tartották, a Városmajori Gimnáziumban. A "fugato" elnevezés a tagok régi zene iránti vonzódására és a darabok kidolgozottságára is utal. Első nagylemezüket 2004-ben adták ki, "Neander Variációk (Variations)" címmel. Ezzel a lemezzel az "International Live Award" verseny bécsi döntőjén megnyerték a legjobb magyar zenekarnak járó "Hungarian Live Award" díjat. A Budapesti Tavaszi Fesztivál keretein belül háromszor is megnyerték a Fringe-díjat.
Második albumuk 2010-ben került a boltok polcaira, "Noé" címmel. Harmadik lemezük 2017-ben jelent meg, Hibrid Harmóniák címmel. Ekkor koncerteztek is, a Lóvasút Kulturális és Rendezvényközpontban.
Rendszeresen turnéznak Magyarországon és külföldön egyaránt. Játszottak már Németországban, Franciaországban, Hollandiában, Olaszországban, az Egyesült Államokban, az Egyesült Királyságban, Brazíliában, Mexikóban és Japánban is.

## Tagok
- Lukács Krisztina
- Jelenik Krisztián
- Scheich Dávid
- Ambrus Szabolcs
- Puss Ferenc
- Jekl Dóra
- Farkas Áron
- Györfi Anna
- Veisz Gábor
- Madai Zsolt
- Alpár Balázs

## Diszkográfia
- Neander Variációk (Variations) (2004)
- Noé (2010)
- Hibrid Harmóniák (2017)